# Підборівське озеро
Підборівське озеро — озеро, розташоване на півночі селища Безлюдівка Харківської області України. Його часто відвідують мешканці Харкова для відпочинку. На озері є аквапарк «Олександра», «Білий пляж» та пляж «Пісочниця».
.
На березі озера пролягає залізниця.

## Походження назви
Назва походить від місцевого мікрорайону "Підборівка".